# یواس‌اس پیوریتن (آی‌ایکس-۶۹)
یواس‌اس پیوریتن (آی‌ایکس-۶۹) (به انگلیسی: USS Puritan (IX-69)) یک کشتی بود که طول آن ۱۰۲ فوت ۹ اینچ (۳۱٫۳۲ متر) بود. این کشتی در سال ۱۹۳۱ ساخته شد.